# Modellkompis
Inom modellteori säges en teori S vara modellkompis till en teori T om:
1. Varje modell för T är inbäddbar i en modell för S
2. Varje modell för S är inbäddbar i en modell för T
3. S är modellfullständig

Ett relaterat begrepp är modellkomplettering.